# 中铁十局
中铁十局集团有限公司，注册地位于山東省济南，为世界双500强企业中国中铁股份有限公司（CREC）权属的综合性工程局，是以建筑工程施工总承包为主的跨行业跨国经营的国有特大型企业集团。2017年，公司总资产344.30亿元，净资产58.60亿元，净利润5.95亿元

## 历史
前身是成立于1953年1月1日济南铁路局工程处。2003年12月26日，在原济南铁路工程（集团）有限责任公司、中铁三局集团第三工程有限公司、中铁四局集团第三工程有限公司基础上成立中铁十局集团有限公司。

## 子分公司
| 序号 | 公司名称                 | 公司地址                                       | 沿革 |
| ---- | ------------------------ | ---------------------------------------------- | --- |
| 1    | 第一工程有限公司         | 济南市天桥区车站街167号                        | 前身为济南铁路局工程处，2016年2月济南铁路工程有限公司更为现名 |
| 2    | 第二工程有限公司         | 郑州市金水路226号楷林国际19楼                  | 1953年铁道部第三工程局第三工程处成立；2000年改制为中铁三局集团第三工程有限公司；2004年并入中铁十局                                                                       |
| 3    | 第三建设有限公司         | 合肥市经济技术开发区繁华大道12666号            | 前身为华北局三处；铁道部第四工程局第三工程处；中铁四局集团第三工程有限公司；2004年并入中铁十局                                                                           |
| 4    | 第四工程有限公司         | 南京市栖霞区紫东路2号紫东国际创意园A6幢        | 原四公司属济南铁路局徐州工程处，2016年5月徐州的四公司与南京的六公司重组为新四公司。原六公司成立于1985年“中国铁路工程总公司华东土木工程承包公司，2004年由中铁宝桥划归十局 |
| 5    | 第五工程有限公司         | 苏州市高新区金枫路金庄街9号                    | 前身为铁道部新建铁路工程总局第一工程局宝兰工程处和第四工程局一处。2004年由十局三公司苏南的项目重组而成                                                                   |
| 6    | 西北工程有限公司         | 西安市高新区锦业二路69号                       | 2009年6月由中铁十局集团第二工程有限公司分立组建 |
| 7    | 青岛工程有限公司         | 青岛市市北区抚顺路与鞍山三路交叉口东50米       | 2004年9月由济铁工程总公司下属淄博机械化公司分立七公司，2013年2月由青岛分公司更至现名                                                                                     |
| 8    | 第八工程有限公司         | 天津市                                         | 始建于1972年4月1日，2004年9月由济南铁路局工程总公司下属泰安公司分立八公司，2016年天津工程有限公司合并入八公司，迁址天津                                                  |
| 9    | 建筑工程有限公司         | 济南市高新区工业南路59号中铁财智中心           | 公司始建于1953年1月。2004年9月由济南铁路局工程总公司建筑工程有限责任公司分立建筑公司                                                                                     |
| 10   | 电务工程有限公司         | 济南市高新区工业南路59号中铁财智中心           | 公司始建于1955年，2004年9月由济南铁路局工程总公司建筑工程有限责任公司分立电务公司                                                                                        |
| 11   | 山东鲁铁工业物贸公司     | 济南市高新区工业南路59号中铁财智中心           | 公司成立于1999年，2004年9月由济南铁路局工程总公司建筑工程有限责任公司分立物资公司                                                                                        |
| 12   | 投资开发有限公司         | 济南市高新区工业南路59号中铁财智中心           | 2004年9月由济南铁路局工程总公司建筑工程有限责任公司分立房地产公司，后更名投资开发公司                                                                                    |
| 13   | 第三工程有限公司         | 厦门市湖里区东渡路258号银龙大厦7楼             | 2004年11月，将十局三公司分离重组为中铁十局集团第三工程有限公司、中铁十局集团第三建设有限公司                                                                             |
| 14   | 城市轨道交通工程有限公司 | 广州市番禺区番禺大道北555号天安科技园14号楼901 | 2010年12月，将三建公司在广东省内项目分立成立广州分公司，2015年1月更现名                                                                                                  |
| 15   | 非洲公司                 | 济南市高新区工业南路59号中铁财智中心           | 2010年7月，海外公司作为三级公司独立运营，2018年更现名 |
| 16   | 拉美公司                 | 济南                                           | 2004年中国海外工程总公司转让的福建海外工程有限公司划入十局 |
| 17   | 济南勘察设计院           | 济南                                           | 不详 |

## 区域指挥部
东北指挥部、京津冀指挥部、山东指挥部、华东指挥部、华中指挥部、华南指挥部、西南指挥部、西北指挥部

## 工安事件

### 审计办公大楼倒塌
2025年3月28日，缅甸發生芮氏規模8.2地震，距離震源超過1000公里的曼谷審計辦公大樓在地震中瞬間倒塌、夷為平地，造成44人死亡、50人下落不明。該項目由泰國意泰發展有限公司與中國中鐵十局（泰國）有限公司合作組成的合資公司「ITD-CREC」興建，座落於曼谷乍都節區，採用核心筒與無樑樓板結構，原計劃落成後作為該國審計署的新辦公大樓。